# Blackara
× Blackara (abreviado Blkr) es un híbrido intergenérico entre los géneros de orquídeas Aspasia × Cochlioda × Miltonia × Odontoglossum. Fue publicado en Orchid Rev. 89(1050, cppo): 8 (1981).